# Ishuzoku Reviewers
Ishuzoku Reviewers (異種族レビュアーズ Ishuzoku Rebyuāzu?) es un manga escrito por Amahara e ilustrado por masha. Comenzó su serialización en la revista mensual Dragon Age de la editorial Fujimi Shobō el 9 de agosto de 2016, siendo recopilado en once volúmenes tankōbon. Una adaptación al anime producida por Passione fue estrenada el 11 de enero de 2020.
Amahara y Masha comenzaron la publicación del manga en la revista Dragon Dragon Age de la editorial Kadokawa en agosto de 2016. La editorial publicó el sexto volumen recopilatorio el en mayo de 2021, y publicará el quinto el próximo 9 de diciembre (2021) en Japón. La obra inspiró una adaptación al anime de doce episodios producida por los estudios Passione bajo la dirección de Yuki Ogawa y guiones escritos por Kazuyuki Fudeyasu, estrenada en enero de 2020. La producción era distribuida por Funimation, hasta que canceló su emisión por “ir en contra de sus políticas“.

## Argumento
El manga tiene lugar en un mundo ficticio habitado por varias razas humanoides diferentes, en el que hay un próspero mercado de servicios íntimos. Debido a un desarrollo tan alto de la industria del sexo, han aparecido críticos profesionales, que se especializan únicamente en evaluar la calidad de las prostitutas. Dos de ellos son el humano Stunk y el elfo Zel, que viajan de ciudad en ciudad para evaluar cada zona roja local y luego envían sus comentarios para compilar una calificación consolidada de burdeles.

### Sinopsis
Innumerables razas diversas, desde hadas alegres hasta limos rezumantes, habitan el mundo. Naturalmente, un crisol de criaturas como éste cuenta con una amplia y seductora variedad de burdeles. Con tantas opciones entre las que elegir, es difícil decidir con qué chica suculenta tener una experiencia significativa e interpersonal. Afortunadamente, un apretado grupo de valientes guerreros se ha unido para iluminar al público. Estos pervertidos aventureros se encargan de evaluar el atractivo de todos los tipos de succu-girls mediante una investigación práctica. Tanto si se trata de las abrasadoras salamandras como de las ubérrimas vaqueras, los reseñistas de Yoruno Gloss no dejan atrás a ninguna especie. Dirigido por la mente maestra detrás de Miru Tights, Ishuzoku Reviewers trata de responder a una de las preguntas más acuciantes que existen: ¿qué especie es la más sexy?

## Personajes
Stunk (スタンク Sutanku?)
 Seiyū: Junji Majima ( Actriz de doblaje:Bruno Pinasco}}
Un aventurero humano y uno de los críticos principales. Un joven aventurero con cabello negro de familia noble, fumador. Principalmente valora a las succu-girls en función de su apariencia.
Zel (ゼル Zeru?)
Seiyū: Yūsuke Kobayashi ( Actriz de doblaje:Gianfranco Brero}}
Un aventurero elfo y uno de los críticos principales. De apariencia joven y cabello rubio y áspero. Valora a las succu-girls principalmente por el mana que emanan
Crimvael (クリムヴェール Kurimubēru?)
 Seiyū: Miyu Tomita ( Actriz de doblaje:Flora Galisol}}
También apodado como Krim, es un ángel hermafrodita, es decir, tiene genitales masculinos y femeninos. Este hecho es ocultado ante los demás personajes ya que Cirmvael no se fía de Stunk y Zei. Sus genitales masculinos, de tamaño anormalmente grande chocan con su personalidad pasiva y le causa complejo.
Kanchal (カンチャル Kanchikaru?)
 Seiyū: Kaede Yuasa
Es un crítico de raza halfling masculino. Tiene un tamaño muy pequeño en comparación a Stunk y Zei , es un fetichista del BDSM.
Maydry (メイドリー Meidorī?)
Seiyū: M.A.O
Elmo (エルマ Eruma?)
 Seiyū: Momoyo Koyama
Mii (みー Mī?)
 Seiyū: Carin Isobe
Okpa (オクパ Oku Pa?)
 Seiyū: Mari Hino
Eldry (エルドリー Erudorī?)
 Seiyū: Rei Matsuzaki
Aloe (アロエ Aroe?)
 Seiyū: Yōko Hikasa
Milky (ミルキー Mirukī?)
 Seiyū: Yuri Katō
Ginny (ギニー Ginī?)
 Seiyū: Yuka Nukui
Elza (エルザ Eruza?)
 Seiyū: Makoto Koichi
Piltia (ピルティア Pirutia?)
 Seiyū: Shiori Izawa
Roana (ローナ Rōna?)
 Seiyū: Takako Tanaka
Tiaplate (ティアプレート Tiapurēto?)
 Seiyū: Natsumi Takamori
Mitsue (ミツエ?)
 Seiyū: Kyō Yaoya
Brooz (ブルーズ?)
 Seiyū: Kyō Yaoya
( Actriz de doblaje:Bruno Pinasco}}

## Media

### Manga
La serie de manga es escrita por Amahara e ilustrada por masha. Fue lanzado como un one-shot en la revista shōnen Dragon Age de Fujimi Shobo en julio de 2016.
| N.º | Fecha de lanzamiento    | ISBN original          |
| --- | ----------------------- | ---------------------- |
| 1   | 8 de septiembre de 2017 | ISBN 978-4-04-072434-8 |
| 2   | 7 de diciembre de 2018  | ISBN 978-4-04-072970-1 |
| 3   | 9 de julio de 2019      | ISBN 978-4-04-073257-2 |
| 4   | 9 de enero de 2020      | ISBN 978-4-04-073460-6 |
| 5   | 9 de septiembre de 2020 | ISBN 978-4-04-073793-5 |
| 6   | 8 de mayo de 2021       | ISBN 978-4-04-074099-7 |
| 7   | 9 de diciembre de 2021  | ISBN 978-4-04-074382-0 |
| 8   | 8 de noviembre de 2022  | ISBN 978-4-04-074755-2 |
| 9   | 9 de agosto de 2023     | ISBN 978-4-04-075074-3 |
| 10  | 7 de junio de 2024      | ISBN 978-4-04-075470-3 |
| 11  | 7 de marzo de 2025      | ISBN 978-4-04-075832-9 |

### Recepción
En el sitio oficial para el manga escrito por Amahara e ilustrado por Masha, Ishuzoku Reviewers, se reportó que la obra ha superado 750 000 copias en circulación acumuladas en sus diez volúmenes recopilatorios publicados hasta la fecha.
El cintillo del séptimo volumen recopilatorio del manga escrito por Amahara e ilustrado por Masha, Ishuzoku Reviewers (Interspecies Reviewers) confirmó que la obra ha superado el millón de copias en circulación acumuladas. El conteo incluye también las copias digitales vendidas, y este séptimo volumen será lanzado el próximo 9 de diciembre en Japón.

### Anime
El 28 de junio de 2019, Kadokawa anunció que el manga recibiría una adaptación al anime. La serie es animada por el estudio Passione y dirigida por Yuki Ogawa, con guiones de Kazuyuki Fudeyasu y diseño de personajes de Makoto Uno. Junji Majima, Yūsuke Kobayashi y Miyu Tomita interpretan el tema de apertura de la serie «Ikōze☆Paradise» (イこうぜ☆パラダイス?), así como el tema de cierre «Hanabira Ondo» (ハナビラ音頭?). La serie tiene 12 episodios y fue estrenada el 11 de enero de 2020 en AT-X, Tokyo MX, KBS, SUN y BS11. En febrero de 2020, Tokyo MX canceló su transmisión por razones desconocidas relacionadas con la compañía, mientras que SUN también canceló futuras transmisiones de la serie por razones desconocidas. El 28 de febrero de 2020 comenzó a transmitirse en GBS el 7 de marzo de 2020 en la BBC.
El anime fue licenciado en América del Norte por Funimation, esta compañía estreno a modo de prueba los tres primeros episodios subtitulados en inglés y seguidamente una versión doblada del primer episodio, no obstante la compañía eliminó la serie de su plataforma el 31 de enero de 2020, afirmando que "quedó fuera de los estándares [de la compañía]". El 1 de febrero la filial francesa de la compañía Wakanim anunció que suspendería el lanzamiento en inglés, aun así siguió ofreciendo el anime en versión original subtitulado al francés, alemán y ruso. El 2 de febrero, la subsidiaria australiana AnimeLab anunció que continuaría transmitiendo simultáneamente la serie en Australia y Nueva Zelanda después de realizar unos ajustes en la serie. El 6 de febrero de 2020, Amazon Prime Video retiró el anime de su servicio. El 5 de septiembre de 2020, se anunció que Critical Mass Video lanzará el anime en Blu-ray en 2021.
| No. | Título | Fecha de emisión original |
| --- | --- | ------------------------- |
| 1 | "Un caliente y pesado debate sobre las MILFS de los elfos y los humanos, un ángel asciende al paraíso del miau miau, ¡no se cansará de esa sensible cloaca de sirvienta!" Transcripción: " Erufu no Jukujo a Ningen no Jukujo ni tsuite no Giron ga Futtō shi , Tenshi Wa Nyan-Nyan Tengoku De Shoten Shi, Yu-Yoku-Jin Wa So-Haisetsu-Ko De Kando Mo Batsugun! "( Japonés : エルフの熟女と人間の熟女についての議論が沸騰し、天使はニャンニャン天国で昇天し、有翼人は総排泄孔で感度も抜群！) | 11 de enero de 2020       |
| Zel y Stunk resuelven una vieja pregunta sobre la vejez. Los aventureros no son gatitos cuando llevan a su nuevo amigo ángel a un burdel de gatas. Los clientes de Ale 'n Eats aprenden que el pájaro es la palabra. | |                           |
| 2 | "Las hadas tienen límites en lo que pueden tomar, los demonios no son muy populares, las chicas minotauro son grandes, generosas y con tetas!" Transcription: "Fearī wa Ukeirerareru Saizu ni Seigen ga Ari, Akuma-zoku wa Amari Ninki ga Naku, Nyūgyū-kei no Minotaurosu wa Dekakute Yurete Sugoi Deru!" (Japanese: フェアリーは受け挿れられるサイズに制限があり、悪魔族はあまり人気がなく、乳牛系のミノタウロスはでかくて揺れてすごい出る！) | 18 de enero de 2020       |
| Stunk aprende que más grande no siempre significa mejor. El Partido Demonio tiene un plan escandaloso para ayudarlos a ganar las elecciones. Los revisores están conmovidos por una experiencia legendaria con chicas minotauro. | |                           |
| 3 | "¡El sexo de intercambio de género significa menos opciones de sucu-girls, y duele un poco, pero aprendes lo que las chicas sienten, así que debes intentarlo!" Transcripción: " Nyotai-ka Shite sin Purei wa Eraberu Jō ga Sukunai shi, Kekko Itai Ga, Onna-No-Ko No Kimochi Ga Wakaru Yo Ni Naru Kara, Ichido Gurai Wa Keiken Shite Oku No Wa I Kamo Shirenai Zo! "( Japonés : el botín de jugar es elegir Miss es pequeño, pero bastante doloroso , Podrás comprender los sentimientos de las chicas, ¡así que puede ser bueno experimentarlo al menos una vez! ) Transcription: "Nyotai-ka Shite no Purei wa Eraberu Jō ga Sukunai shi, Kekkō Itai ga, Onna-no-ko no Kimochi ga Wakaru Yō ni Naru kara, Ichido gurai wa Keiken shite Oku no wa Ī kamo Shirenai zo!" (Japanese: 女体化してのプレイは選べる嬢が少ないし、結構痛いが、女の子の気持ちがわかるようになるから、一度ぐらいは経験しておくのはいいかもしれないぞ！) | 25 de enero de 2020       |
| Stunk, Zel, Kanchal y Crimvael se dirigen al Gender Swap Inn para ponerse en contacto con sus lados femeninos. Zel se mete en una situación difícil con una chica fangosa. Crim se va de safari con una niña de hiena bien dotada. | |                           |
| 4 | "La succubi salvaje te exprimirá la vida, incluso si dices que no puedes seguir. ¡Las chicas salamandras tienen cuerpos tan ardientes, corazones, salas y mandras, que no puedes evitar entusiasmarte!" Transcription: "Teikyū-inma wa, mō Denai to Itteiru no ni mo Kakawarazu, sara ni Shiboritorou to shite Kite Mohaya Gōmon no Iki. Saramandā-chan wa Mi mo Kokoro mo 'Sara' mo 'Man' mo 'Dā' mo, Totemo Hotto daga Hotto Sugite Hotton do Itchaisō ni Naru!" (Japanese: 低級淫魔は、もう出ないといっているのにもかかわらず、さらに搾り取ろうとしてきてもはや拷問の域。サラマンダーちゃんは身も心もサラもマンもダーも、とてもホットだがホットすぎてホットんど逝っちゃいそうになる！！) | 1 de febrero de 2020      |
| Los revisores descubren un burdel backalley que tiene un precio extremadamente bajo debido a la naturaleza mortal del súcubo de pura raza voraz. Ignorando todas las advertencias, Stunk, Zel y el hombre lobo Bruise saltan a la refriega y rápidamente se arrepienten. Mientras hacen un recado en la región volcánica, los revisores pasan por una tienda donde pueden comer comida de una ardiente salamandra caliente. | |                           |
| 5 | "Quiero ahogarme en el lindo ojo de una chica cíclope, pero ¿es bastante difícil? ¡hablando de manera dura, deja que los profesionales elijan la chica hongo perfecta para pasar un buen rato!" Transcription: "Tangan-musume no Kagayaku Hitomi ni Oboretai kedo Hādoru Takasugi de, Onajiku Hādoru Takasugiru Kinoko-jō Erabi wa Kono Michi Sū-hyaku-nen no Puro ni Makasete Nuru-nuru Nettori Fuka-fuka!" (Japanese: 単眼娘の輝く瞳に溺れたいけどハードル高すぎで、同じくハードル高すぎるキノコ嬢選びはこの道数百年のプロに任せてヌルヌルねっとりふかふか！) | 8 de febrero de 2020      |
| Los revisores reciben una solicitud anónima para revisar un burdel de cíclopes, donde descubren que el principal punto de venta es el tamaño de los ojos de sus suculentas. Más tarde, los revisores van a un burdel myconid, donde la anfitriona les da a cada una de las setas únicas para satisfacer sus necesidades, pero lucha por elegir una para Crimvael.                                                           | |                           |
| 6 | "Puedes construir la chica golem perfecta, pero no dejes que la chica en la que te basas se entere. ¡Corre a la tierra de los sueños a la luz de la voluntad de los espíritus de luz!" Transcription: "Gōremu wa, Risō no Onna-no-ko sae Tsukurereba Sugoku Tanoshimeru kedo Sensu ga Towareru shi, Moderu ni Baretara Taihenna Koto ni Naru kamo Shirenai. Uiru-ō-uisupu no Mise wa Gensōteki na Hikari no Parēdo ga Iku, Masani Yume no Sono." (Japanese: ゴーレムは、理想の女の子さえ作れればすごく楽しめるけどセンスが問われるし、モデルにバレたら大変なことになるかもしれない。ウィルオーウィスプの店は幻想的な光のパレードがイク、まさに夢の園。) | 15 de febrero de 2020     |
| Los revisores visitan un burdel golem que les permite construir su propia niña, pero se meten en problemas cuando copian la apariencia de un amigo cercano. Más tarde, visitan un burdel de will-o-the-wisp, donde las chicas emiten luz. | |                           |
| 7 | "¡La pandilla se acuesta en el show de fertilización de huevos! ¡Se descubre el profundo y oscuro secreto de Meidri! ¡y se revela la popularidad de las succu-girls!" Transcription: "Sanran-shō de Ossan-tachi no Me ga Ran-ran! Dashimasu Misemasu Meidorī-chan no Himitsu! Soshite Tsuini Happyō! Sakyubasu-jō Ninki-tōhyō!" (Japanese: 産卵ショーでおっさんたちの目がらんらん！出します見せますメイドリーちゃんのひみつ！そしてついに発表！サキュバス嬢人気投票！) | 22 de febrero de 2020     |
| Los revisores van a un burdel donde las chicas ponen huevos. Más tarde, asisten a una ceremonia que revela las especies de chicas más populares. | |                           |
| 8 | "El juego de rol de succu-girls te mantendrá activo toda la noche, La lanza sagrada del ángel es genial para los agujeros, La torre súcubo dura para siempre ¡pero tú (y tu mayo) no lo harán!" Transcription: "Ime-sakyu no Erosu no Yume wa Yoru Hiraki, Tenshi no Ransu wa Seisō Naranu Seisō de, Sakyubasu-tawā wa Eien ni Gachi-mayo!" (Japanese: イメサキュのエロスの夢は夜開き、天使のランスは聖槍ならぬ性槍で、サキュバスタワーは永遠にガチマヨ！) | 29 de febrero de 2020     |
| Los revisores prueban un burdel centrado en el juego de roles. Más tarde, visitan otro burdel succubi. | |                           |
| 9 | "¡Hay algo profundo y oscuro entre los vivos y los muertos, la explosión de loción del querido ángel , y los reseñadores rivales groseros y no autorizados están en su escena!" Transcription: "Shitai to Shitai no Aida ni wa Fukakute Kurai Nani ga Ari, Wakaki Tenshi wa Rōshon Dai-bakuhatsu de, Yasei de Yasei no Rebyuā-tachi wa Ero no Raibaru!" (Japanese: 肢体と死体の間には深くて暗いナニがあり、若き天使はローション大爆発で、野生で野性のレビュアーたちはエロのライバル！) | 7 de marzo de 2020        |
| Los revisores visitan un burdel de muertos vivientes. Más tarde se enteran de un grupo de críticos deshonestos que están robando sus trabajos. | |                           |
| 10 | "¡Deja que tus ojos contemplen la gloria y el misterio del burdel con una puntuación perfecta! ¡Vida de recién casado, una tutora caliente o una cerdita como tu amante!" Transcription: "Tsui ni akasareru ōru yonjutten manten no nazo! Nīzuma de inran katei-kyōshi de mesu-buta de koibito kibun! Demasu dashimasu hikitorimasu! Mugen kaihō! Dai-manzoku no mikka-kan! Oshiru mo tappuri! Minna oshiawase ni nacchaeeee!" (Japanese: ついに明かされるオール40点満点の謎！新妻で淫乱家庭教師で雌豚で恋人気分！出ます出します引き取ります！無限解放！大満足の3日間！お汁もたっぷり！みんなお幸せになっちゃええええっ！) | 14 de marzo de 2020       |
| ¡Deja que tus ojos contemplen la gloria y el misterio del burdel con una puntuación perfecta! ¡Vida de recién casado, una tutora caliente o una cerdita como tu amante! ¡Te exprimirán, exprimirán, te lo exprimirán! ¡Infinito placer en una satisfactoria excursión de tres días! ¡La verdadera felicidad espera! | |                           |
| 11 | "El filántropo terriblemente impecable satisface sexualmente a varios succubo, tontos borrachos y su dinero, por supuesto, pronto se separaron, ¡y la habitación de Mitsue llega a su fin!" Transcription: "Katappashi kara inma o ikasemakuru osorubeki zetsurin wa hakuai-shugi-sha de, abuku-zeni ga haitta yopparai no matsuro wa osasshi no tōri de, Mitsue no heya wa honjitsu kanketsu!" (Japanese: 片っ端から淫魔をイかせまくる恐るべき絶倫は博愛主義者で、あぶく銭が入った酔っ払いの末路はお察しの通りで、ミツエの部屋は本日完結！) | 21 de marzo de 2020       |
| Un incubus se ofende por las críticas negativas de los revisores, encargándose de revisar estos establecimientos él mismo y darles puntajes perfectos, aunque su jactancia se interrumpe cuando un amante vengativo lo apuñala. | |                           |
| 12 | "Adiós, amados admiradores de nuestros amados reseñadores... no se preocupen; mientras las sucu-girls sigan trabajando duro, también lo harán nuestros reseñadores." Transcription: "Rebyuāzu o aishite kudasatta minasan, sayōnara....... Sakyubasu-jō ga iru kagiri, rebyuāzu mo eien ni ikitsuzukeru deshō. Anata ga rebyuāzu o omou toki, itsumo koredake wa omoidasu deshō. Hito wa tanin o ikashita toki, hajimete jibun mo ikeru to yū koto'o......." (Japanese: レビュアーズを愛してくださったみなさん、さようなら……。サキュバス嬢が居る限り、レビュアーズも永遠に生き続けるでしょう。あなたがレビュアーズを想うとき、いつもこれだけは思い出すでしょう。ひとは他人をイカした時、初めて自分もイケるということを……。) | 28 de marzo de 2020       |
| Los revisores finalmente visitan el burdel de demonios que originalmente debían revisar durante las elecciones. Se les da un tratamiento especial debido a la naturaleza de cómo los demonios acatan los contratos. | |                           |